# Agnin
Agnin est une commune française située dans le département de l'Isère, en région Auvergne-Rhône-Alpes.
La commune, autrefois rattachée à la province royale du Dauphiné, a été adhérente à la communauté de communes du Pays Roussillonnais entre 1992 et 2019, puis à la communauté de communes Entre Bièvre et Rhône depuis 2019. Ses habitants sont dénommés les Agnitaires.

## Géographie

### Situation et description
La commune est située dans l'Isère Rhodanienne à moins de 5 km de Chanas, plus proche péage d'autoroute, à 25 km au sud de Vienne, 60 km de Lyon, 80 km à l'ouest de Grenoble. Le paysage de la commune présente des plaines au nord et à l'ouest ainsi que des collines, à l'est.

### Climat
Pour des articles plus généraux, voir Climat d'Auvergne-Rhône-Alpes et Climat de l'Isère.
En 2010, le climat de la commune est de type climat du Bassin du Sud-Ouest, selon une étude du Centre national de la recherche scientifique s'appuyant sur une série de données couvrant la période 1971-2000. En 2020, Météo-France publie une typologie des climats de la France métropolitaine dans laquelle la commune est dans une zone de transition entre le climat semi-continental et le climat de montagne et est dans la région climatique Moyenne vallée du Rhône, caractérisée par un bon ensoleillement en été (fraction d’insolation > 60 %), une forte amplitude thermique annuelle (4 à 20 °C), un air sec en toutes saisons, orageux en été, des vents forts (mistral), une pluviométrie élevée en automne (250 à 300 mm).
Pour la période 1971-2000, la température annuelle moyenne est de 12,1 °C, avec une amplitude thermique annuelle de 18 °C. Le cumul annuel moyen de précipitations est de 853 mm, avec 8,3 jours de précipitations en janvier et 5,8 jours en juillet. Pour la période 1991-2020, la température moyenne annuelle observée sur la station météorologique de Météo-France la plus proche, « Sablons », sur la commune de Sablons à 7 km à vol d'oiseau, est de 13,3 °C et le cumul annuel moyen de précipitations est de 805,2 mm,. Pour l'avenir, les paramètres climatiques de la commune estimés pour 2050 selon différents scénarios d'émission de gaz à effet de serre sont consultables sur un site dédié publié par Météo-France en novembre 2022.

### Hydrographie
La partie méridionale du territoire communal est bordée par le Dolon, d'une longueur de 33,4 km.

## Urbanisme

### Typologie
Au 1er janvier 2024, Agnin est catégorisée bourg rural, selon la nouvelle grille communale de densité à sept niveaux définie par l'Insee en 2022.
Elle est située hors unité urbaine. Par ailleurs la commune fait partie de l'aire d'attraction de Roussillon, dont elle est une commune de la couronne,. Cette aire, qui regroupe 27 communes, est catégorisée dans les aires de 50 000 à moins de 200 000 habitants,.

### Occupation des sols

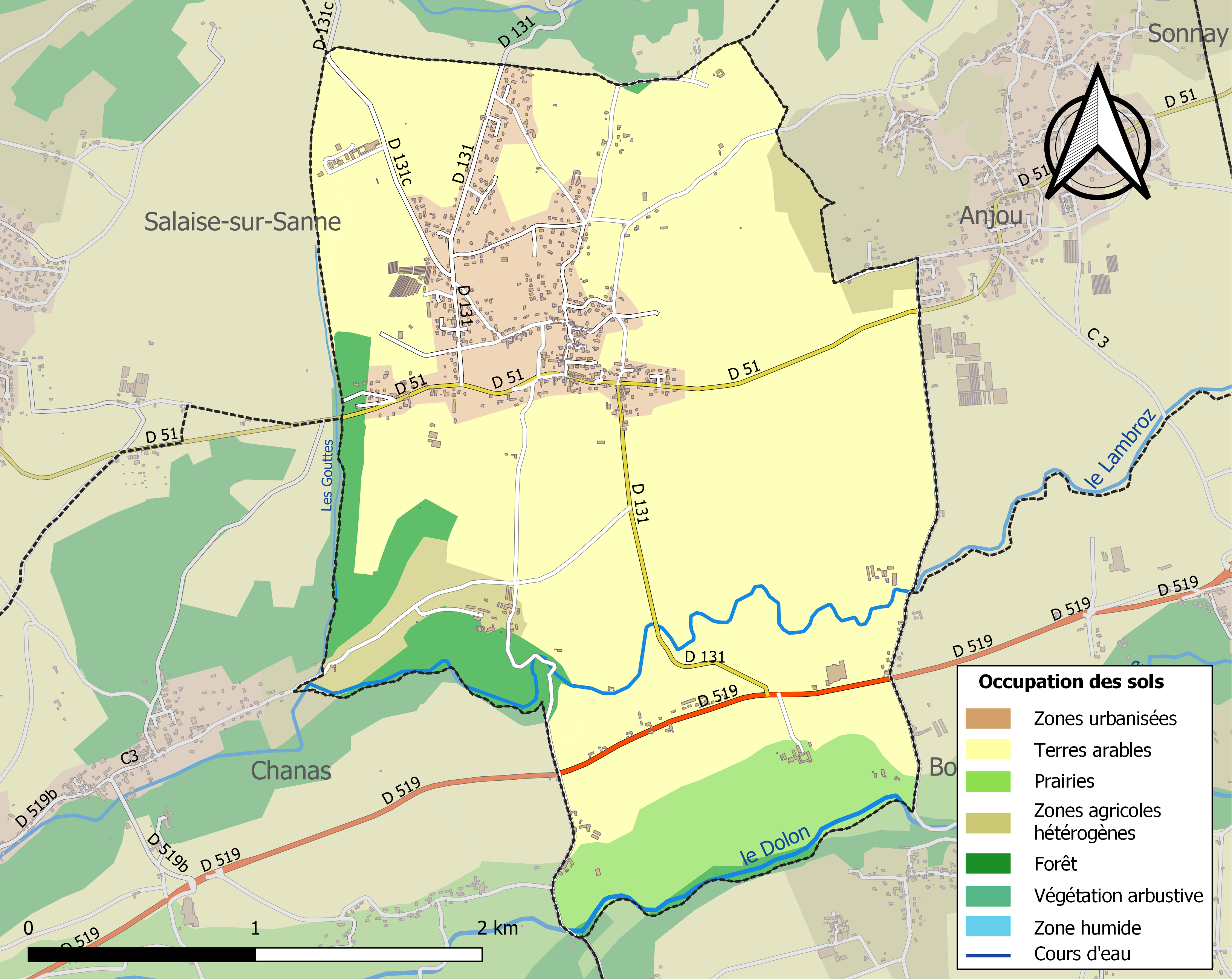
Carte des infrastructures et de l'occupation des sols de la commune en 2018 (CLC).

L'occupation des sols de la commune, telle qu'elle ressort de la base de données européenne d’occupation biophysique des sols Corine Land Cover (CLC), est marquée par l'importance des territoires agricoles (82,1 % en 2018), en diminution par rapport à 1990 (93,5 %). La répartition détaillée en 2018 est la suivante : 
terres arables (68,8 %), zones urbanisées (11,4 %), prairies (7,4 %), forêts (6,5 %), zones agricoles hétérogènes (4,5 %), cultures permanentes (1,4 %).
L'IGN met par ailleurs à disposition un outil en ligne permettant de comparer l’évolution dans le temps de l’occupation des sols de la commune (ou de territoires à des échelles différentes). Plusieurs époques sont accessibles sous forme de cartes ou photos aériennes : la carte de Cassini (XVIIIe siècle), la carte d'état-major (1820-1866) et la période actuelle (1950 à aujourd'hui).

### Risques naturels et technologiques

#### Risques sismiques
L'ensemble du territoire de la commune d'Agnin est situé en zone de sismicité n°3, dite « modérée » (sur une échelle de 1 à 5), comme la plupart des communes de son secteur géographique.
| Type de zone | Niveau            | Définitions (bâtiment à risque normal) |
| ------------ | ----------------- | -------------------------------------- |
| Zone 3       | Sismicité modérée | accélération = 1,1 m/s2                |

## Toponymie
Tout comme la proche commune d'Anjou, l'origine de son nom viendrait d'un notable romain du nom d'Anianus qui possédait à l'époque ce vaste territoire. Le nom de la commune se transforma quelques siècles plus tard en « Agnino », nom retrouvé au XIe siècle pour désigner cette commune. Puis au fil des siècles suivants, Agnino devint le Agnin aujourd'hui connu.
Ses habitants sont les Agnitaires.

## Histoire
Agnin est déjà mentionné au XIe siècle.

## Politique et administration

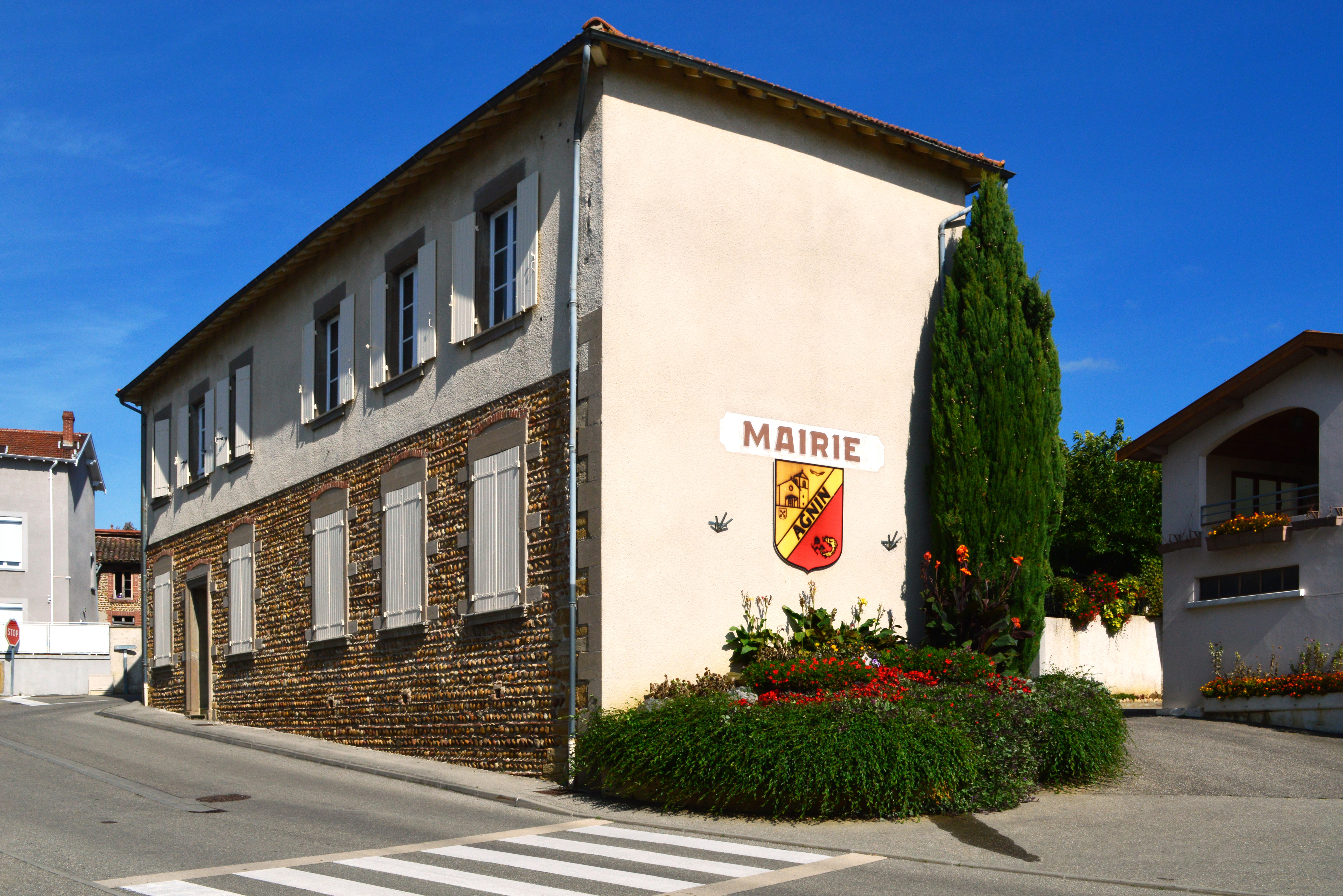
La mairie.

### Liste des maires
| Période                                  | Période  | Identité               | Étiquette | Qualité  |
| ---------------------------------------- | -------- | ---------------------- | --------- | -------- |
| avant 1988                               | ?        | René Boussaguet        | PS        |          |
| mars 2001                                | 2008     | Gérard Giraud          |           |          |
| mars 2008                                | En cours | Christian Monteyremard | SE        | Retraité |
| Les données manquantes sont à compléter. |          |                        |           |          |

### Jumelages
En 2021, la commune d'Agnin n'est jumelée avec aucune autre commune.

## Population et société

### Démographie
L'évolution du nombre d'habitants est connue à travers les recensements de la population effectués dans la commune depuis 1800. Pour les communes de moins de 10 000 habitants, une enquête de recensement portant sur toute la population est réalisée tous les cinq ans, les populations de référence des années intermédiaires étant quant à elles estimées par interpolation ou extrapolation. Pour la commune, le premier recensement exhaustif entrant dans le cadre du nouveau dispositif a été réalisé en 2005.

En 2022, la commune comptait 1 240 habitants, en évolution de +12,73 % par rapport à 2016 (Isère : +3,07 %, France hors Mayotte : +2,11 %).
| 1800 | 1806 | 1821 | 1831 | 1836 | 1841 | 1846 | 1851 | 1856 |
| ---- | ---- | ---- | ---- | ---- | ---- | ---- | ---- | ---- |
| 459  | 609  | 738  | 725  | 696  | 733  | 717  | 705  | 589  |

| 1861 | 1866 | 1872 | 1876 | 1881 | 1886 | 1891 | 1896 | 1901 |
| ---- | ---- | ---- | ---- | ---- | ---- | ---- | ---- | ---- |
| 612  | 588  | 572  | 564  | 565  | 544  | 502  | 512  | 525  |

| 1906 | 1911 | 1921 | 1926 | 1931 | 1936 | 1946 | 1954 | 1962 |
| ---- | ---- | ---- | ---- | ---- | ---- | ---- | ---- | ---- |
| 536  | 520  | 503  | 432  | 402  | 438  | 457  | 479  | 460  |

| 1968 | 1975 | 1982 | 1990 | 1999 | 2005 | 2006 | 2010 | 2015  |
| ---- | ---- | ---- | ---- | ---- | ---- | ---- | ---- | ----- |
| 462  | 505  | 605  | 648  | 789  | 852  | 883  | 969  | 1 091 |

| 2020  | 2022  | - | - | - | - | - | - | - |
| ----- | ----- | - | - | - | - | - | - | - |
| 1 170 | 1 240 | - | - | - | - | - | - | - |

### Enseignement
La commune est rattachée à l'académie de Grenoble.

### Médias
Historiquement, le quotidien à grand tirage Le Dauphiné libéré consacre, chaque jour, y compris le dimanche, dans son édition du Nord-Isère, un ou plusieurs articles à l'actualité du canton et quelquefois de la commune, ainsi que des informations sur les éventuelles manifestations locales, les travaux routiers, et autres événements divers à caractère local.

### Cultes
La communauté catholique et l'église paroissiale d'Agnin  (propriété de la commune) dépendent de la paroisse Notre Dame des sources en Sanne Dolon dont la Maison paroissiale est située à Anjou, dans le diocèse de Grenoble-Vienne.

## Économie
L'économie de la commune est liée à l'artisanat rural, à la métallerie industrielle et aux travaux de charpente.

## Culture et patrimoine

### Lieux et monuments
- Manoir de la Bâtie ; la porte de la tour sud-est fait l'objet d'une inscription partielle au titre des monuments historiques par arrêté du 19 mars 1979[22].
- Château de Gaulas (ou du Golat)[23].
- Église Saint-Martin, du XIIe siècle.
- Maisons typiques.
- Vestiges gallo-romains de Golat.

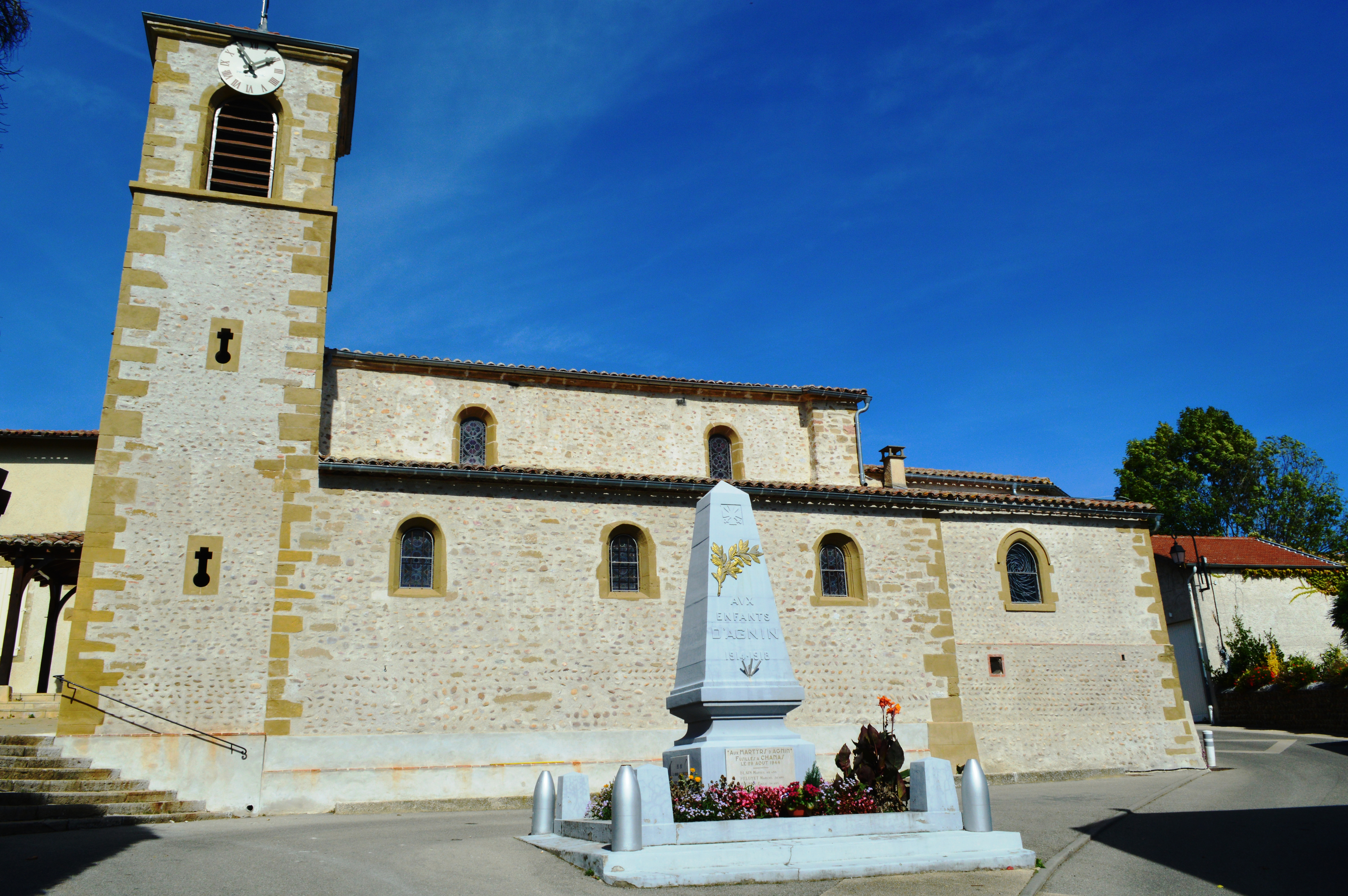
L'église Saint-Martin.
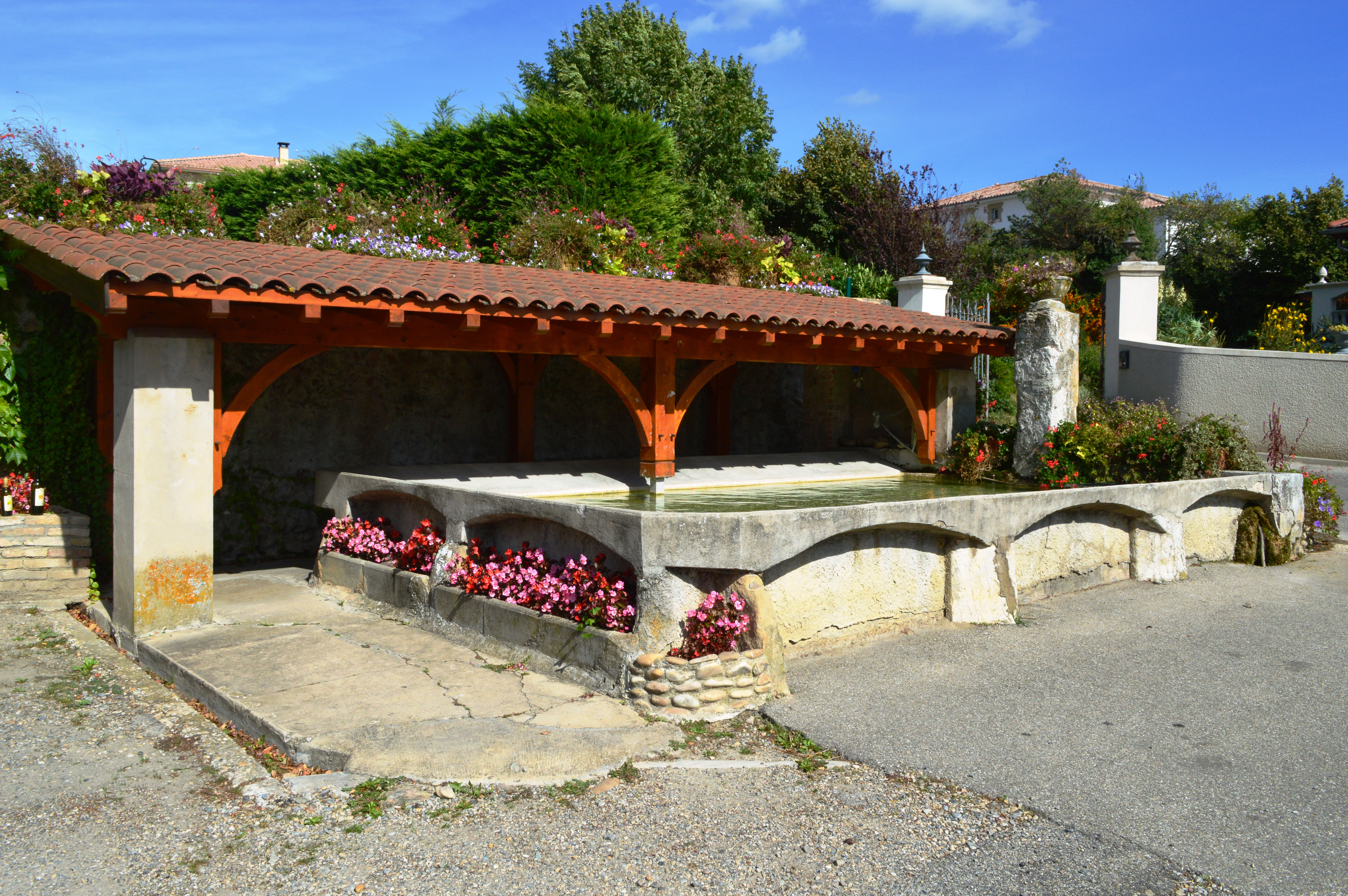
Le lavoir.
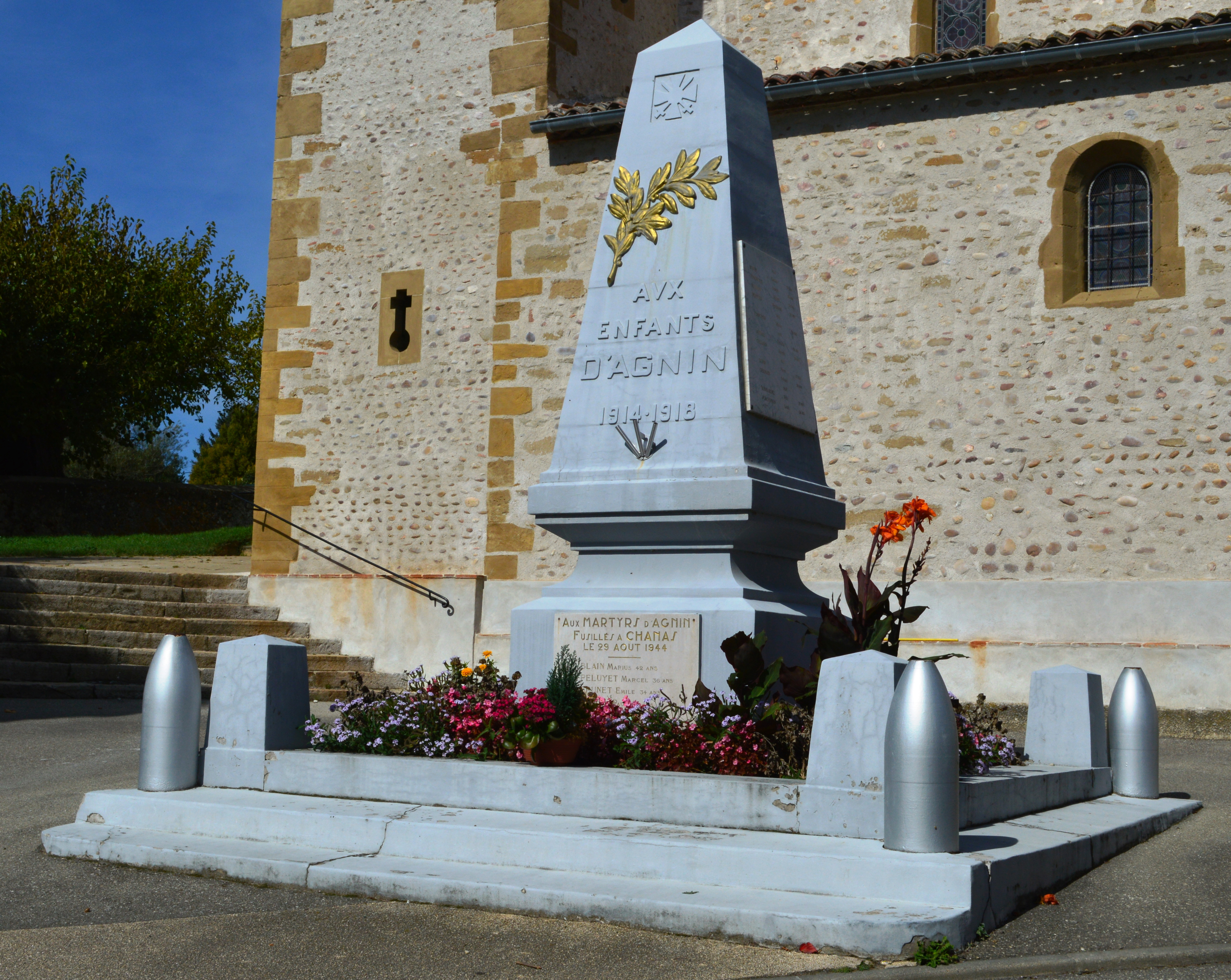
Le monument aux morts.

### Espaces verts et fleurissement
En mars 2017, la commune confirme le niveau « une fleur » au concours des villes et villages fleuris, ce label récompense le fleurissement de la commune au titre de l'année 2016.

### Personnalités liées à la commune
- Charles, Pierre, Eugène Jourdan (1832-1891), homme politique, maire d'Agnin, député de l'Isère.

### Héraldique, logotype et devise
|  | Taillé : au premier d'or à l'église du lieu soutenue, à dextre, d'un écusson aux deux clefs passées en sautoir et senestré, en chef, d'un vol, le tout représenté au trait, au second de gueules au dauphin d'or adextré d'une rose tigée et feuillée au naturel ; à la cotice en barre d'or chargée de l'inscription AGNIN en lettres capitales de sable, brochant sur la partition. |